# Кожем'якін Анатолій Євгенович
Анатолій Євгенович Кожем'якін (рос. Анатолий Евгеньевич Кожемякин, 24 лютого 1953, Москва — 13 жовтня 1974, Москва) — радянський футболіст, нападник московського «Динамо» і збірної СРСР. Майстер спорту СРСР міжнародного класу (1972).

## Клубна кар'єра
Народився 24 лютого 1953 року в місті Москва.
Вихованець команди груп підготовки московського «Локомотива» — 1965—1966, потім грав в ФШМ у 1967—1970 роки. Перші тренери — В. С. Панфілов, В. Б. Бехтенев і В. Б. Бубукін. Був найкращим бомбардиром «Кубка Юності» 1968 роки (5 голів), а також був визнаний найкращим нападником «Кубка надії» 1969 року.
У чемпіонаті СРСР дебютував 2 травня 1970 року у матчі з «Торпедо» Москва (0:1), а з сезону 1971 року став стабільно грати за першу команду.
У 1972 році, коли москвичі дійшли до фіналу Кубка кубків, Кожем'якін серйозно допоміг команді, забивши в чвертьфінальних матчах по голу в ворота югославської «Црвени Звезди» (2:1, 1:1), а в наступному, 1973 році, талант 20-річного форварда розкрився в повній мірі. Забивши в тому сезоні 16 м'ячів, Кожем'якін поступився в бомбардирських перегонах тільки Олегу Блохіну. При цьому молодий нападник міг би забити і більше, якби не зазнав в 14 жовтня важкої травми. «Динамівці», які боролися за медалі, грали в той день в Дніпропетровську і святкували перемогу 3:2 в складній зустрічі. Анатолій забив два голи (11-я і 22-а хвилини) і в другому таймі за рахунку 2:2 міг зробити хет-трик, але воротар «Дніпра» Сергій Собецький жорстоко в'їхав в коліно, через у нападника діагностували розрив хрестоподібних зв'язок. В результаті нападник пропустив майже рік і потроху став повертатись на поле лише незадовго до своєї загибелі.
Всього провів за клуб в усіх турнірах 85 матчів і забив 32 голи.

## Виступи за збірну
У 1968—1969 роках грав за юнацьку збірну Москви. В її складі став переможцем футбольного турніру Всесоюзної Спартакіади школярів в 1969 році; був визнаний найкращим нападником цього турніру.
У 1971 році провів один матч в олімпійській збірній СРСР. У тому ж році зіграв один матч в складі збірної клубів СРСР. У 1970 році грав у молодіжній збірній СРСР, у складі якої провів 4 матчі і забив 2 м'ячі. У 1970—1971 роках грав за юнацькі збірні країни. На юнацькому турнірі УЄФА 1971 був визнаний кращим нападаючим турніру, ставши кращим бомбардиром турніру (7 голів у 5 матчах).
Навесні 1972 року Кожем'якін був викликаний на матчі у складі національної збірної СРСР. Свою першу гру зіграв 29 березня проти збірної Болгарії. Всього в 1972—1973 роках у першій збірній СРСР Кожем'якін провів 3 матчі. Учасник відбіркових матчів чемпіонату світу 1974 року.

## Загибель
Загинув 13 жовтня 1974 року. Ліфт, в якому Кожем'якін їхав разом з приятелем, зупинився між поверхами. Пасажири вирішили покинути ліфт самостійно, не чекаючи електромеханіка. Розставивши двері, приятель вибрався на майданчик, а Кожем'якін забарився. Він зумів лише наполовину вийти з ліфта, коли той різко рушив.
Похований на Головинському кладовищі.

## Родина
Син Євгена Івановича Кожем'якіна і Марії Іванівни Торбіної.
Дружина — Наталія Іванівна, є дочка. Молодший брат — Сергій.

## Досягнення
- Бронзовий призер чемпіонату СРСР: 1973 .
- У 1973 році завоював приз газети «Вечірня Москва» найкращому бомбардирові московських команд майстрів (16 голів).
- Другий бомбардир чемпіонату СРСР: 1973 .
- Фіналіст Кубка володарів кубків 1972.
- У списку «33-х найкращих футболістів країни»: № 1 — 1973 (серед центральних нападників).